# La Bête aux cinq doigts
Pour plus de détails, voir Fiche technique et Distribution.
La Bête aux cinq doigts (titre original : The Beast with Five Fingers) est un film américain réalisé par Robert Florey, sorti en 1946. Il s'inspire de la nouvelle éponyme de l’auteur fantastique britannique William Fryer Harvey).

## Synopsis
À la fin du XIXe siècle, en Italie, dans la ville de San Stefano, Francis Ingram est un pianiste paralysé d'une main mais qui joue de l'autre, la gauche, avec talent. Il est très attaché à Julie Holden, son infirmière, dont Conrad Ryler, l'ami d'Ingram, est également amoureux. Hilary Cummings, le secrétaire d'Ingram, est un petit homme passionné par ses livres sur l'astrologie. Ingram va trouver une mort brutale à la suite d'une chute accidentelle dans l'escalier de sa demeure. Le musicien a légué toute sa fortune à Julie, mais le testament est contesté par Arlington, son beau-frère et Donald, le fils de celui-ci. Avec l'aide de Duprex, un notaire retors, ils veulent faire annuler le testament et ordonnent à Hilary de quitter les lieux. C'est alors que des évènements violents vont se succéder.

## Fiche technique
- Titre original : The Beast with Five Fingers
- Titre français : La Bête aux cinq doigts
- Réalisation : Robert Florey
- Scénario : William Fryer Harvey (nouvelle) et Curt Siodmak
- Musique : Max Steiner
- Directeur de la photographie : Wesley Anderson
- Costumes : Travilla
- Montage : Frank Magee
- Production : WARNER BROS
- Durée : 88 minutes
- Date de sortie : 1946 (USA), 19 mars 1947 (France)
- Film américain
- Genre : Film d'horreur
- Format : Noir et Blanc - 1,37:1 - Mono - 35 mm

## Distribution
- Peter Lorre : Hilary Cummins
- Andrea King : Julie Holden
- Robert Alda : Bruce Conrad
- Victor Francen : Francis Ingram  VF  (Jean Clarens)
- J. Carrol Naish : Commissaire Ovidio Castanio
- Charles Dingle : Raymond Arlington
- John Alvin : Donald Arlington
- Pedro de Cordoba : Horatio
- William Edmunds : Antonio
- Belle Mitchell : Giovanna
- Barbara Brown : Mme Miller